# Rolf Weinstock

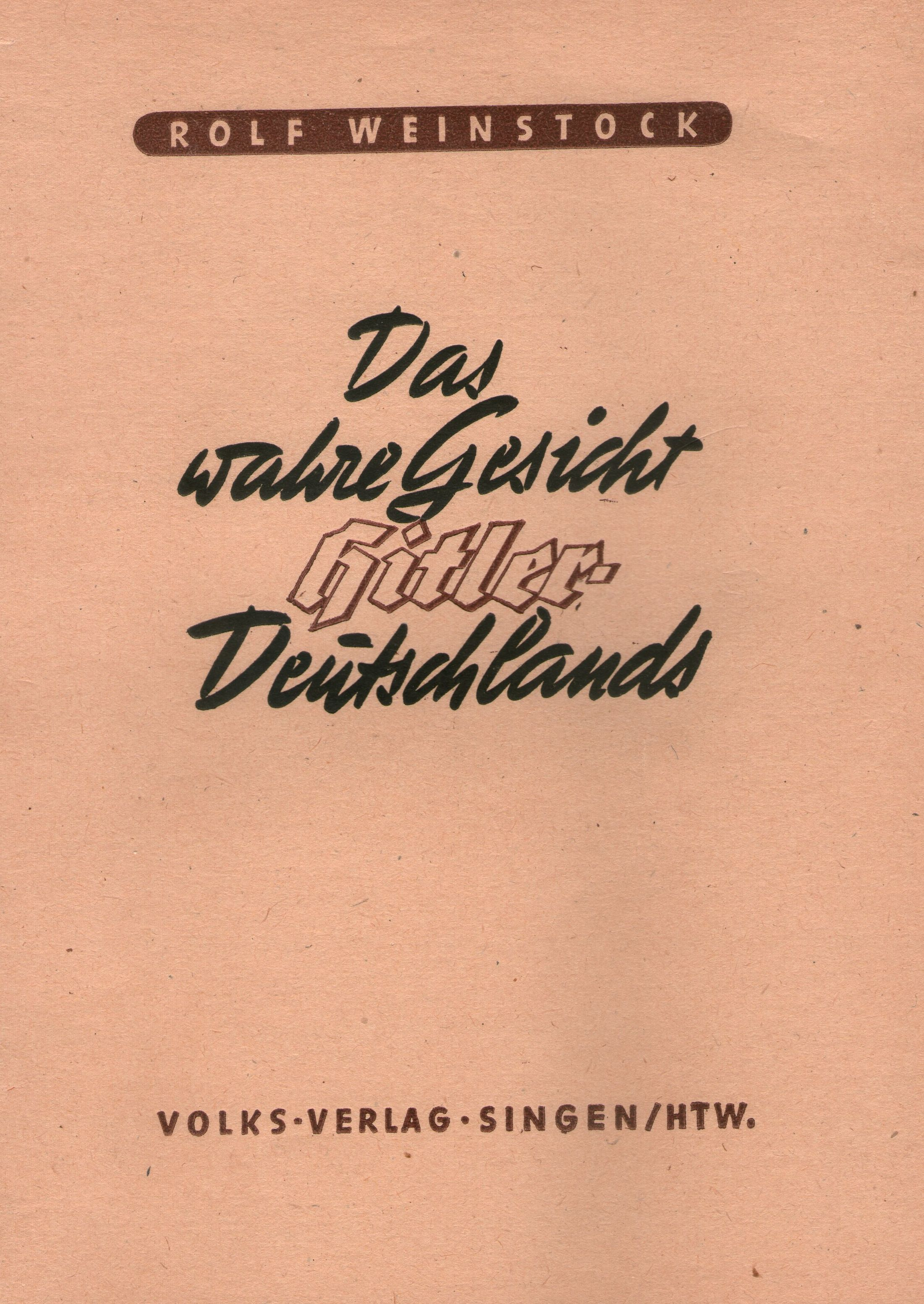
Rolf Weinstock: Das wahre Gesicht Hitler-Deutschlands. Singen am Hohentwiel, Volks-Verlag 1948

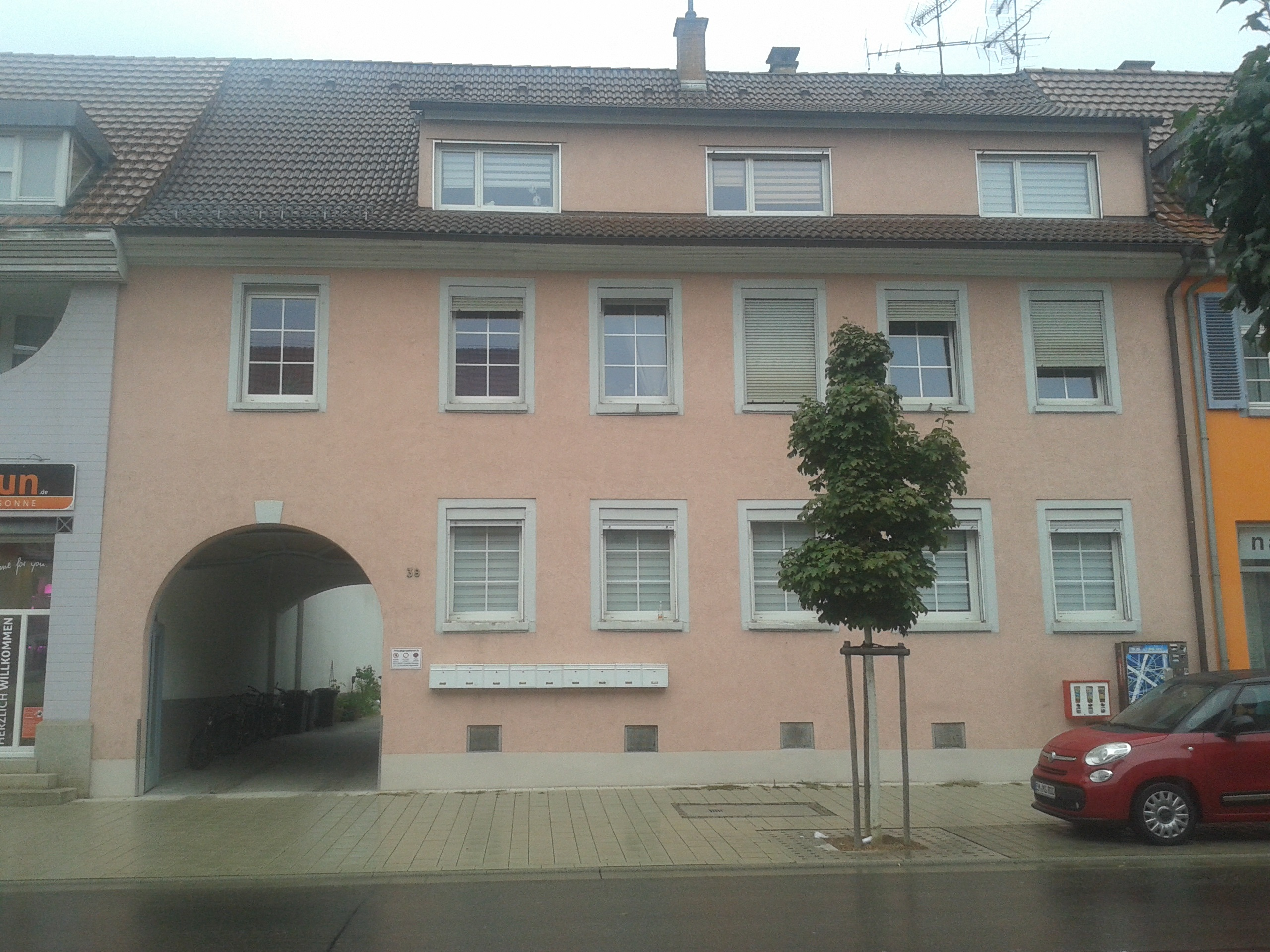
Letzte Wohnadresse der Familie Weinstock vor ihrer Deportation 1940: Emmendingen, Karl-Friedrich-Str. 38, 2020

Rolf Weinstock (* 8. Oktober 1920 in Freiburg im Breisgau; gestorben am 2. Dezember 1952 ebenda) war ein deutscher Jude und Überlebender des Holocaust. Sein 1948 in Deutschland erschienener Erinnerungsbericht Das wahre Gesicht Hitler-Deutschlands gilt als eines der ersten Bücher über die Judenvernichtung in der Zeit des Nationalsozialismus.

## Leben vor und nach 1933
Rolf Weinstock war der Sohn des Kaufmanns Jakob Weinstock (1879–1925) und Sofie Weinstock, geb. Heilbrunner (1884–1942) und wuchs in Emmendingen auf. Als er vier Jahre alt war, starb sein Vater. Nach der Volksschule absolvierte Weinstock in einem Emmendinger Textilgeschäft eine kaufmännische Ausbildung. Die Familie lebte nach dem Tod Jakob Weinstocks noch bis 1931 in der Markgrafenstraße 26, wo Sofie Weinstock die elterliche Markgrafenbrennerei, eine Feinkost-, Wein- und Zigarrenhandlung führte, wohnte dann bis 1937 in der Landvogtei 6 und bis zu ihrer Deportation 1940 in der Karl-Friedrich-Str. 38 in Emmendingen. Rolfs Halbbruder Fritz Weinstock (1911–1945) war Mitglied der SPD und des Reichsbanners Schwarz-Rot-Gold. Nach der Machtübernahme der Nationalsozialisten wurde Fritz Weinstock am 20. Mai 1933 in Emmendingen verhaftet, im Polizeirevier in „Schutzhaft“ genommen und auf Weisung von NSDAP-Kreisleiter Theo Rehm auf dem Weg ins Gerichtsgefängnis durch Hilfspolizei bzw. SA schwer misshandelt. Anfang Juni 1933 flüchtete er nach Frankreich. Rolf Weinstock, der 1938 als kaufmännischer Angestellter (Kaufhaus Oskar Bender) in Schifferstadt lebte, wurde dort im Verlauf der Novemberpogrome am Abend des 10. November 1938 in „Schutzhaft“ genommen, kam zunächst in das Gefängnis von Speyer und wurde über Ludwigshafen am Rhein ins KZ Dachau deportiert. Nachdem er nach mehrmonatiger KZ-Haft in Dachau im März 1939 nach Emmendingen zurückgekehrt und von Juni 1939 bis Anfang Oktober 1940 in Frankfurt gemeldet war, wo er eine Ausbildung zum Schlosser gemacht hatte, wurde er im Rahmen der Wagner-Bürckel-Aktion am frühen Morgen des 22. Oktober 1940 in Emmendingen zusammen mit seiner Mutter Sofie Weinstock, seiner Großmutter Nanette Heilbrunner (1859–1941) und weiteren 65 Emmendinger Juden erneut verhaftet und mit einem Autobus zu einer Halle am Güterbahnhof von Freiburg gefahren. Am Abend des 23. Oktober 1940 wurden sie von dort in einer drei Tage und vier Nächte dauernden Zugfahrt über Breisach, Mulhouse, Chalon-sur-Saône, Lyon und Toulouse in das Internierungslager Gurs im unbesetzten Teil Frankreichs deportiert. Dort starb seine Großmutter Nanette Heilbrunner am 22. August 1941.
Am 8. August 1942 wurde im Rahmen der zwischen französischen und deutschen Behörden vereinbarten Massendeportationen der im unbesetzten Teil Frankreichs in Lagern internierten oder anderweitig aufhältigen „staatenlosen“ Jüdinnen und Juden ein Kontingent von 600 Personen des Internierungslagers Gurs in den besetzten Teil Frankreichs abgeschoben. Nach einer fast zweijährigen Internierungshaft in Gurs und einem dreitägigen Zwischenhalt im Sammellager Drancy, wo dieser Transport aus Gurs am 9. August 1942 eintraf, wurden Sofie und Rolf Weinstock im 18. Transport des RSHA am 12. August 1942 in das Vernichtungslager Auschwitz-Birkenau deportiert. Der Zug mit 1007 Jüdinnen und Juden kam nach zweitägiger Fahrt am 14. August 1942 an der „Judenrampe“ zwischen Stammlager Auschwitz I und Birkenau an. Rolf Weinstock wurde als „arbeitsfähig“ eingestuft und bekam die Lagernummer 590000. Zusammen mit 62 Frauen (Häftlingsnummern 17069–17130) und 232 Männern des Deportationszuges, die die Nummern 58785–59017 erhielten, wurde er als Häftling ins Lager eingewiesen; unklar bleibt, ob zunächst in das Stammlager oder nach Birkenau. Die übrigen 712 Deportierten, darunter Sofie Weinstock, wurden noch am Tag der Ankunft in den Gaskammern in  Birkenau getötet. Laut eigenen Angaben kam Weinstock nach der Aufnahmeprozedur in ein nicht näher bezeichnetes Arbeitskommando, das u. a. tiefe Wassergräben auf dem Lagerareal von Auschwitz-Birkenau ausheben musste. Wie lange Weinstock in diesem Arbeitskommando war, ist nicht genau bekannt. Vermutlich schon Ende August oder Anfang September 1942 gehörte er nach eigenen Angaben zu einem 200 Mann starken Kontingent, das ins Außenlager Jawischowitz überstellt wurde und von dem 150 Häftlinge dort in den Kohlegruben zum Arbeitseinsatz kamen. Dieses, in der ersten Jahreshälfte 1942 errichtete Lager war am 15. August 1942 mit der Überstellung von 150 Häftlingen aus Auschwitz-Birkenau eröffnet worden und befand sich laut Weinstock auch bei dessen Ankunft noch „im Aufbau“. Bis Ende 1942 wurden in dem Nebenlager bereits rund 700 Häftlinge untergebracht. Weinstock musste bis zur Lagerauflösung im Januar 1945 im Bergwerk Brzeszcze-Jawischowitz schwerste Zwangsarbeit verrichten. Neun Tage vor der Befreiung des KZ Auschwitz am 27. Januar 1945 trat er mit anderen KZ-Häftlingen den Todesmarsch in das KZ Buchenwald an, wo er am 25. Januar ankam. Am 11. April 1945 wurde er dort mit seinen Mithäftlingen von amerikanischen Einheiten befreit.

## Leben nach 1945

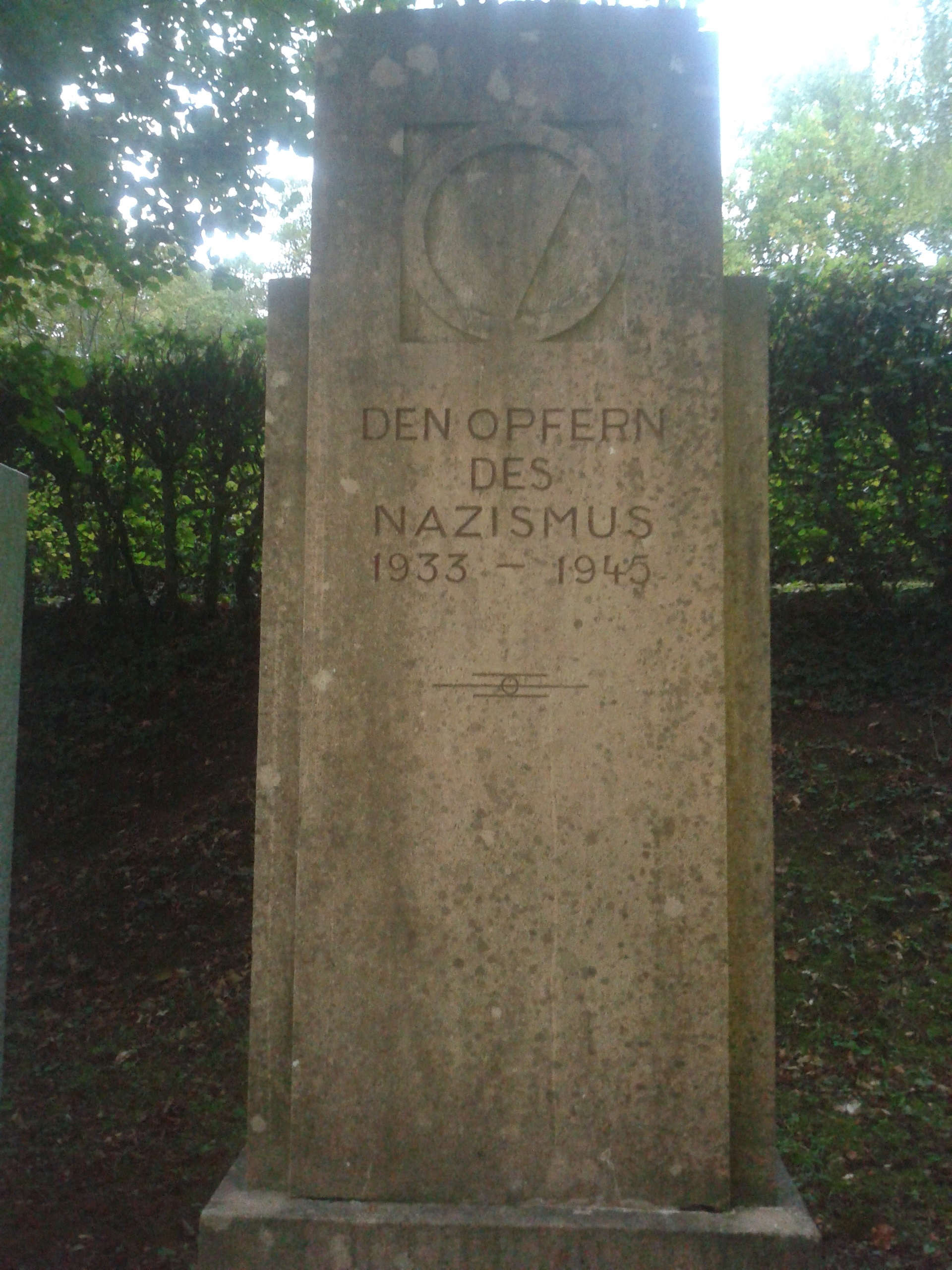
„Den Opfern des Nazismus 1933–1945“, Mahnmal mit dem Roten Winkel, Verbandszeichen der VVN, errichtet 1948 am Städtischen Friedhof von Emmendingen (2020)

Weinstock war der einzige aus Emmendingen stammende Auschwitz-Überlebende und kehrte am 5. Juni 1945 nach Emmendingen zurück. Dort gehörte er zum ersten Bürgerausschuss der Stadt nach dem Krieg. Er wurde Leiter der 1946 vom badischen Innenministerium eingerichteten „Badischen Landesstelle für die Betreuung der Opfer des Nationalsozialismus“, Zweigstelle Emmendingen. Außerdem war er Gründungsvorsitzender des Kreisverbands der Vereinigung der Verfolgten des Naziregimes (VVN). Als Beauftragter des Auschwitzkomitees in der französischen Zone setzte er sich für die Restitution von NS-Verfolgten ein. Von 1946 bis 1951 arbeitete Weinstock als Angestellter im Finanzamt Freiburg, Abteilung Vermögenskontrolle und Wiedergutmachung. In Freiburg und Emmendingen war er in dieser Zeit verfemt, wurde abgelehnt und erhielt menschenverachtende, antisemitische Drohbriefe. Weinstock begann seine Erinnerungen an die Verfolgung zusammenzufassen und hatte bereits im Juli 1945 eine tagebuchartige Textskizze zusammengestellt. Damit hatte Weinstock eines der ersten Bücher über die Judenvernichtung nach dem Krieg vorbereitet. Die Suche nach einem Verlag erwies sich indessen als schwierig. 1948 fand sich schließlich der kommunistische Volks-Verlag in Singen (Hohentwiel) bereit, Weinstocks Buch zu verlegen. Mit dem liberalen Willi Karl Hebel (1912–2005) aus Schwenningen war auch ein Drucker gefunden, der das Buch mit dem Titel „Das wahre Gesicht Hitler-Deutschlands“ mit einer Auflage von 5000 Exemplaren druckte.
Weinstocks Bericht wurde jedoch kaum gekauft und gelesen. 1950 sollte sein im Sinne der DDR-Ideologie überarbeitetes Buch unter dem Titel „Rolf, Kopf hoch!“ im VVN-Verlag erscheinen, scheiterte aber auch dort. Ein Großteil der Auflage wurde noch am Tag des Erscheinens makuliert. Der Grund für dieses Vorgehen lag vermutlich in Weinstocks Schilderung der Befreiung des Lagers Buchenwald, die nach DDR-Geschichtsschreibung eine Selbstbefreiung durch kommunistische Häftlinge war, während Weinstock das Anrücken der amerikanischen Panzer als wesentlich für die Aufgabe des Lagers angab.
Rolf Weinstock initiierte die Errichtung des VVN-Mahnmals „Den Opfern des Nazismus 1933–1945“, das 1948 am Städtischen Friedhof Emmendingen, nahe dem Haupteingang, aufgestellt wurde; bei dessen Einweihung hielt Weinstock in seiner Funktion als Zonenbeirat der VVN eine Ansprache, in der er im Besonderen der Emmendinger Jüdinnen und Juden gedachte, die am 22. Oktober 1940 nach Gurs deportiert worden waren. Noch in der Nacht vor der Einweihung war das Ehrenmal für die Opfer des Nationalsozialismus des Landkreises Emmendingen von Unbekannten beschädigt worden.

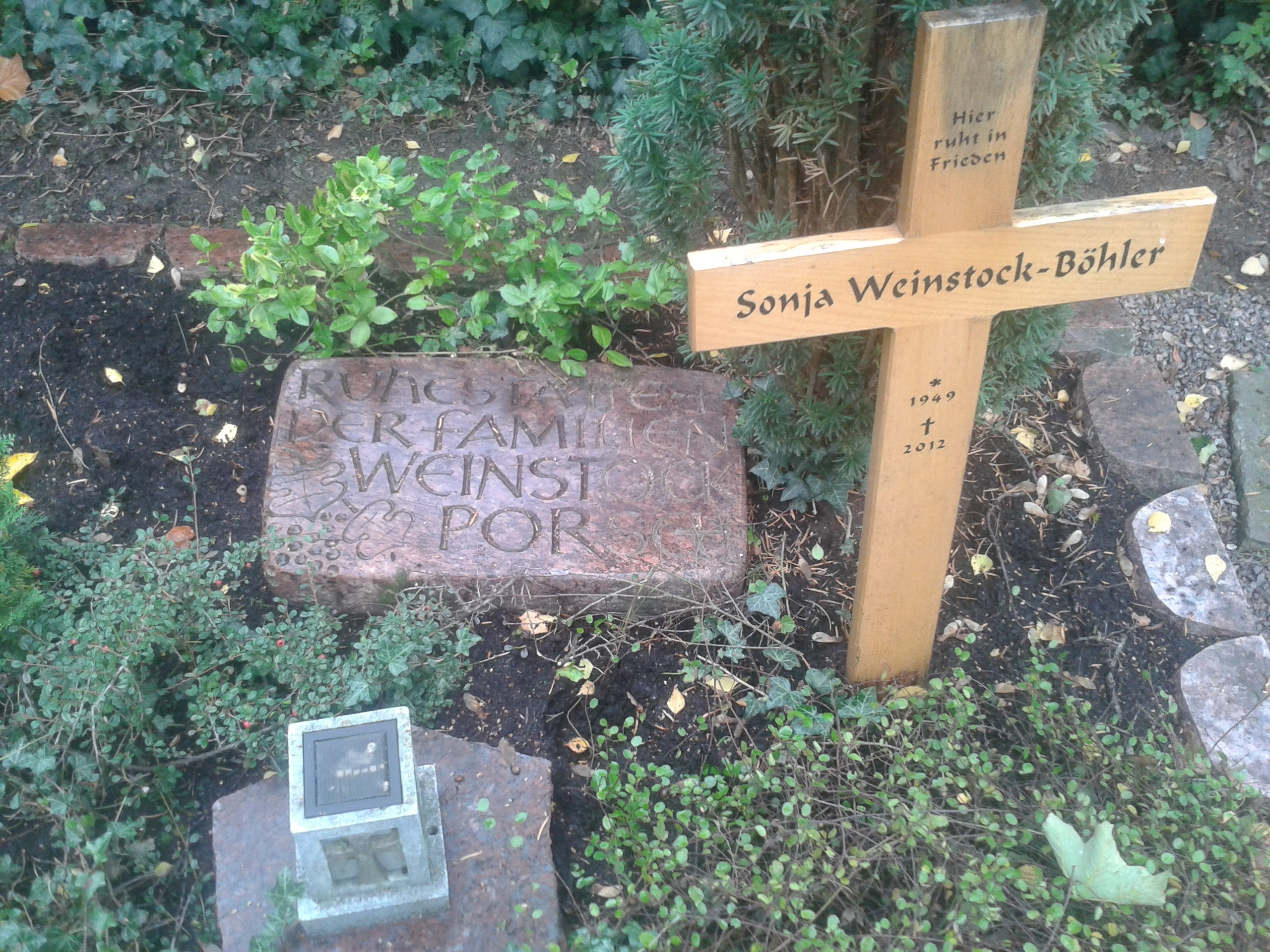
„Ruhestätte der Familien Weinstock / Porsch“, Bergfriedhof Emmendingen, 2020

Weinstock war seit 1946 mit Else Porsch verheiratet, mit der er einen Sohn und eine Tochter bekam und in Emmendingen lebte. An Tuberkulose erkrankt, starb Rolf Weinstock im Alter von 32 Jahren am 2. Dezember 1952 in Freiburg an den Folgen seiner mehrjährigen KZ-Haft und wurde ohne Namensnennung im nichtjüdischen Teil des städtischen Friedhofs Emmendingen (Bergfriedhof) im Grab der Familie seiner Frau begraben.

## Ehrungen und Gedenken
- 1991 hat die Stadt Emmendingen eine Straße nach der Familie Weinstock benannt.[17]
- Sofie und Rolf Weinstock finden sich mit Namen und Geburtsjahr auf der „Mauer der Namen“ des Mémorial de la Shoah in Paris.
- Sofie Weinstock („Verschleppt nach Gurs | Auschwitz | Sobibor | Lodz | weiteres Schicksal unbekannt“), Nanette Heilbrunner („Verschleppt nach Gurs und dort gestorben“) und Rolf Weinstock („Für alle, die widerstanden haben“) werden auf den Namensstelen neben dem Mahnmal am Städtischen Friedhof Emmendingen genannt.

## Publikationen
- Rolf Weinstock: Das wahre Gesicht Hitler-Deutschlands. Häftling Nr. 59000 erzählt von dem Schicksal der 10000 Juden aus Baden, aus der Pfalz und aus dem Saargebiet in den Höllen von Dachau, Gurs - Drancy, Auschwitz, Jawischowitz, Buchenwald 1938–1945. Volks-Verlag Singen/Htw. 1948; Online-Ausgabe: Frühe Holocaustliteratur / Digitale Giessener Sammlungen, Universitätsbibliothek Gießen.
- Rolf Weinstock: „Rolf, Kopf hoch!“ Die Geschichte eines jungen Juden. Bearbeitet von Anna von Fischer. VVN-Verlag Berlin-Potsdam 1950.